# Борго деле Розе (Форли-Чезена)
Борго деле Розе је насеље у Италији у округу Форли-Чезена, региону Емилија-Ромања.
Према процени из 2011. у насељу је живело 92 становника. Насеље се налази на надморској висини од 89 м.